# 하일레 게브르셀라시에
하일레 게브르셀라시에(암하라어: ኃይሌ ገብረ ሥላሴ, 1973년 4월 18일 ~ )는 에티오피아의 전직 장거리 육상 선수로 마라톤 최초로 2시간 4분대의 벽을 허문 선수이다.(2시간 3분 59초) 현재 세계 공인기록은 케냐의 일리우드 킵초게가 가지고 있으며(2시간 1분 39초), 세계 비공인기록 역시 케냐의 킵초게가 가지고 있다(1시간59분40초). 그는 1996년 하계 올림픽과 2000년 하계 올림픽에서 남자 10000m 금메달을 획득한 바 있고 10마일 달리기와, 2만m 트랙, 1시간달리기 (21km285m), 마스터스 마라톤 세계기록 (만35세~39세) 총 4개의 세계기록을 현재까지 보유중이다.

## 생애
게브르셀라시에는 에티오피아 아르시 주 아셀라(해발고도 약 2000m~2400m)에서 십 남매 중 하나로 태어났다. 그의 말에 따르면 어린시절 10년 동안 등하교할 때 지각하지 않기위해 뛰어야했는데, 당시 많은 아프리카인들이 그랬듯이 신발이없어 맨발로 왕복 20km를 달려야 했다고한다. 실제로 그는 만3세때 달리기를 시작했다. 만7세때 어머니를 여위고, 태어날때부터 에티오피아의 전통가옥(투쿨)에서 매우 힘들게 살았다고한다. 그리고 12세때 처음으로 신발을 신어봤다고한다. 미루츠 이프테르의 올림픽경기를 접하기 위해 그가 달리기를 좋아하기를 원치 않는 아버지의 오디오를 몰래 가져와 듣기도했다고한다. 그리고 꼭 이사람처럼 되고싶다는 꿈을 갖게되었다. (여담으로 그의 아버지는 농부였고, 그의 아들이 공부를 하기를원했다). 87년 처음으로 경쟁세계에 띄어들었는데 교내에서 주관하는 1500m 레이스였고, 그는 참가선수들 중 최연소였다. 그렇기에 아무도 그를 견제하지 않았지만 결국 우승했으며 경기후에는 모든선수들이 자신을 헹가레쳐주었다는 희열을 느껴 이때부터 본격적으로 달리기에 많은 시간을 할애했다고한다. 그후, 어느날 그는 혼자 훈련을 하고있었고 우연히 학생들을 훈련시키는 한 코치에게 띄어 아버지의 반대에도 무릅쓰고 88년 수도 아디스아바바로 상경하여 자신의 친형과 함께 훈련을 받게된다. 그곳에서 훈련할 때 10km레이스에 참가할 예정이었지만 우연히 아베베 비킬라 마라톤에 참여하게 된다. 비록 첫 풀코스 마라톤 도전이었지만 2시간 48분대의 준수한 기록이었다. 하지만 그는 99위라는 성적에 매우 상심했으며, 그의 증언에 따르면 그후 일주일동안 제대로 걸을 수 없었다고한다.

## 프로데뷔
그 후, 91년 주니어무대에 데뷔하여 그 이듬해 서울에서 개최된 1992년 세계 주니어 육상 선수권 대회에서 5천m 트랙과, 1만m 트랙에서 각각 금메달을 획득하게 된다. 그 후, 90년대는 게브르셀라시에의 시대였다. 트랙에서만 16차례 세계 기록을 갈아치우고, 세계 선수권 4회 우승, 세계 실내선수권 4회 우승, 올림픽 1만m 트랙 2연패를 달성해 트랙의 신화로 불리는 그였지만, 2004년 아테네 올림픽에서 자신의 제자이자 후배인 케네니사 베켈레에게 밀려 유일무이한 올림픽 1만 트랙 3연패 달성에 실패하고만다. 그 이듬해 그는 마라톤으로 전향하게 된다. (그는 그 이전 마라톤 성인무대 데뷔전인 2002년 런던마라톤에서 당시 세계기록보유자 할리드 하누치와 그의 라이벌 폴 터갓에 뒤져 키로당 약 3분페이스인 2시간6분35초로 3위를 기록한바있다).

## 로드레이스 전향
2006년 1월15일에는 미국 애리조나에서 사무엘 완지루가 가지고있던 하프마라톤 세계기록(59분16초)을 21초 앞당기고(58분55초) 세계최초로 59분대 벽을 허물었다. 2006년 4월 런던마라톤에서는 꽃가루로 알레르기로 인해 중도포기하고만다. 이때부터 그는 봄철 레이스에는 참가하지 않기로 선언한다. 그리고 특히 그는 2007년 베를린 마라톤 대회에서 2003년 폴 터갓(케냐)이 세운 세계 기록(2시간 4분 55초)을 29초 당겨 갈아치웠으며 경기전 세계기록을 충분히 깰수있다고 한말을 지켰다. 이듬해인 2008년 9월28일에도 같은 대회에서 2시간 3분 59.28초로 우승하며 지난해 베를린에서 갱신했던 자신의 최고기록이자 종전세계기록을(2시간4분26초) 27초 앞당겨 인류최초 0.72초 차이로 2시간 4분 벽마저 무너뜨리고, 그는 2007년 세계기록을 세우기전 CNN인터뷰에서도 언젠간 자신은 2시간3분대 기록도 가능하다는 말을 이로써 지켰다. 그는 2008년 베를린 마라톤에서 승부를 보고싶어했다. 앞서 말했듯이 그는 천식이 있었고, 이로 인해 북경 올림픽때는 대기오염문제로 마라톤에 출전하지 않고 1만m 트랙에 출전하여 27분6초로 6위를 기록하게 된다. 2시간 4분벽이 깨진 이 시점부터 마라톤은 출발점부터 결승점까지 말그대로 전력질주하는 전략으로 바뀌었다고봐도 무방하다. 그래서 스피드보다 지구력이 좋은 아시아선수들에게 마라톤이 더 불리한 스포츠로 작용하게 되었고, 그 다음해 하일레는 베를린 마라톤에서 2시간 3분30초이내 들어오겠다고 공약을 내걸었지만 2시간6분8초의 저조한 기록으로 우승을 하였다. 2010년 1월 두바이 마라톤까지 우승해 베를린 마라톤 3회, 두바이 마라톤3회 우승을 달성했다. 하지만 그는 2010년 11월 뉴욕마라톤에서는 중도포기해 경기후 은퇴하겠다고 선언하게 되고, 45일만에 다시 복귀한다. 하지만 그후에도 풀코스 마라톤에서 2번의 중도포기와, 2012년 도쿄마라톤에서 일본선수에게도 뒤진 2시간 8분대라는 부진한 성적으로 4위를 기록하게 된다. 이것으로 인해 그는 올림픽출전에 더 이상 도전하지 않고, 런던올림픽 마라톤출전권을 포기했다.

## 프로 말년
그후, 10km, 하프마라톤으로 다시 전향하게 되고, 2012년 12월2일 열린 후쿠오카 마라톤에서도 중도포기하게 된다. 이것이 그의 커리어에서 마지막 풀코스 마라톤 도전이었다. 총 16회 도전하여 무려 9회우승, 4회기권으로 그의 마라톤전향은 대단히 성공적이었고, 많은 후배들이 그의 발자취를 따라 트랙에서 필요한 스피드가 약간 떨어질 시점인 30대 이후에는 스피드지구력을 요하는 마라톤으로 전향을 하는 추세로 바뀌고 있으며, 레이스전략도 초반부터 키로당 3분 언더로 치고나가는 방식을 체득하게 되었다. 2시간5분대의 벽이 깨짐으로써 마라톤은 더 이상 지구력싸움이 아닌, 스피드로 승부하는 스포츠가 되었고, 2시간4분대의 벽이 깨짐으로써, 실질적으로 마라톤은 초스피드화된것이다. 그리고, 그는 2015년 5월10일 일요일 영국 맨체스터에서 열린 대회를 끝으로 24년간의 긴 커리어에 27번의 세계기록(2000미터~마라톤), 61번의 에티오피아 국내기록 (800미터~마라톤)을 남기고 "나는 단지 경쟁에서 은퇴하는 것일뿐, 달리기 그 자체에서 은퇴하는 것이 아니다. 달리기는 멈출수가 없는 것이다. 이게 바로 내 인생이다"라는 말을 남기고 은퇴했다.

## 사생활&신념
그후, 2016년 11월에는 에티오피아 육상회장으로 선출되었다. 2009년부터는 현대차 대리점 계약을 따내어, 아디스아바바 시내 8층짜리 신축 건물에서 현대자동차를 팔고 있었다고한다. 그는 현대차를 파는 이유에 대해 "한국 가전제품과 자동차를 보며 사람들이 놀랍다고 말한다"면서 "현대차와 한국처럼 열심히 일하면 정상에 오를 수 있다는 걸 에티오피아 사람들에게 전하고 싶다"고 말했다. 그리고 "꼭 도요타를 이기겠다"고했다. 사업가로써도 에티오피아 내에서 많은 인기를 얻고있다. 에티오피아에서 마라톤 영웅으로, 한때 대통령 후보로까지 거론될 정도로 신뢰받고 있다. 그러나 그의 자녀들은 미국에 거주하는 것으로 알려졌는데, 한 인터뷰에서 영어를 암하라어보다 더 유창하게 하는 것을보고 일부 에티오피아 국민들에게 비난을 사게된적이있다. 그외, 휴양도시 아와사에서 자신의 이름을 딴 리조트도 운영하고 있고, 커피사업도한다. 에티오피아 정교회(동방정교회의 일부)신자로 매주 교회에 출석한다고하며, 자신이 정통 크리스천이라는 것에 대해 자랑스럽게 생각한다. 그는 마라톤은 물론 어떤 분야에서든 성공하려면 총 네 가지를 명심해야 한다고 강조했다. 목표(target)와 훈련(discipline), 그리고 고된 노력과(hard work), 헌신(commitment)이 바로 그것이다. 게브르셀라시에는 "말은 쉽지만 실제 행하는 것은 어렵다"면서 "이 네 가지에는 아무런 비밀이 없기 때문에 누구나 지키기만 한다면 성공을 거둘 수 있을 것" 이라고 말했다. 겉으로 보여지지 않은 그의 사생활에 대해 말하자면, 대개 사람들이 그에 대해 아는것과는달리, 게브르셀라시에는 타고난 선수가 아닌, 노력하는 선수였다. 가난과 천식에 싸워 이겨야했고, 현역시절 하루도 거르지 않고 하루2번훈련을 자기자신과 지켰고, 마라톤은 배고픈 스포츠이기 때문에 개인 자동차와 코치도 없었다고한다. 특히 매일 오전 5시30분에 훈련으로 하루를 시작하는 것으로 알려졌으며 1~2달에 한번씩은 55km~60km를 쉬지 않고 조깅한다고 밝혔다. 그리고 “내가 훈련을 하루 쉬는것은 하루동안 아무것도 먹지 않는 것과 같다”는 명언을 남기기도 했다. 그는 미루츠 이프터와 아베베 비킬라를 가장 좋아하는 선수로 꼽는다.

## 개인최고기록
- 800m: 1:49.35 (97년2월9일, 독일 도르트문트)
- 1000m: 2:20.30 (98년2월1일, 독일 슈튜트가르트)
- 1500m: 3:31.76 (98년2월1일, 독일 슈튜트가르트)
- 1마일(1609m): 3:52.39 (99년6월27일, 영국 게이츠헤드)
- 2000m: 4.52.86 (98년2월15일, 영국 버밍엄)
- 3000m: 7.25.09 (98년8월28일, 벨기에 브뤼셀)
- 2마일(3218m): 8:01.08 (97년5월31일, 네덜란드 헹겔로)
- 5000m: 12:39.36 (98년6월13일, 핀란드 헬싱키)
- 10000m: 26:22.75 (98년6월1일, 네덜란드 헹겔로)
- 20000m: 56:26.0 (07년6월27일, 체코 오스트라바)
- 1시간달리기 : 21285m (07년6월27일, 체코 오스트라바)
- 하프마라톤: 58:55 (06년1월15일, 미국 애리조나)
- 마라톤: 2:03:59.28 (08년9월28일, 독일 베를린)

## 레이스 스타일
하일레 게브르셀라시에는 장거리 육상의 판도를 뒤엎어높은 선수라고해도 과언이아니다. 그는 대게, 사람들이 말하는 효율적인 주법을 구사하지도 않았다. 그는 자국 육상선수 미루츠 이프터의 영향을 많이 받았다고 볼 수 있어 10000m스프린터라고 불리기도했다. 그는 트랙선수시절 보통 500m, 400m, 200m 정도의 거리를 남겨두고 막판스퍼트, 즉 가속력을 이용하는 네거티브 스플릿(레이스를 반으로 쪼갰을 때 후반부에 힘을 발휘하기 위해, 체력 안배를 위한 전반보다 더 빨리달리는 일종의 전략)을 추구했으며, 현 5000m 세계기록보유자인 에티오피아의 티루네시 디바바 선수도 이 영향을 받아 많은 업적을 이루었다. 하일레는 약165cm신장에 180cm~2m정도의 보폭으로 무릎을 높이들며 성큼성큼 달렸고, 어린시절 맨발로 뛰느라 앞발로 착지하며, 팔동작또한, 왼손으로 교과서를 들고 뛰느라 선수시절까지 그 습관을 고치지못해 구부정한채로 늘어뜨린채로 달렸으며, 오른팔도 스윙동작이 크다. 그가 20대 중반이었던 전성기 시절에는 장거리선수임에도 불구하고 100m를 11초 플랫에 끊었다는 이야기도 있다. 그의 주법에 대해서는, 단거리선수처럼 이러한 광범위한 동작을 구사하지 않으면 더 이상 장거리에서도 기록을 단축시키기 힘들다는 것이 이 시대 전문가들의 견해이다.